# Donald Rooum
Donald Rooum (Bradford, 20. travnja 1928.), engleski je crtač stripova, pisac i anarhistički aktivist.

## Biografija
Donald Rooum rođen je u Bradfordu u sjevernoj Engleskoj. Pokušao je, ali nije uspio, izbjeći vojni rok 1947. godine. Po izlasku iz vojske počinje pohađati Bradfordsku likovnu akademiju. Od 1954. do 1966. radi kao tipograf za reklamne agencije. Godine 1973. započeo je studij biologije, koji je završava šest godina kasnije.
Bio je oženjen s Irene Brown te ima četvero djece.

## Aktivizam
Prema vlastitim riječima, za anarhizam se prvi put zainteresirao 1944. godine kad je čuo govor na govorničkom kutku u londonskom Hyde Parku, no već se s 13 godina odlučio za ateizam. Kada je upitan zašto, odgovorio je: "Puno anarhista počinje tako što prvo odbacuje šefa 'na nebu', a kasnije odbacuje i sve ostale šefove. Tako sam i ja tada postao anarhist."
Te iste 1944. prvi put naručuje novine koje su se tada zvale War Commentary, a sada su poznate pod nazivom Freedom, za koje i danas piše i crta.
1963. godine bio je optužen za izazivanje nereda tijekom prosvjeda protiv dolaska grčkog kralja Pavla I. i kraljice Frederike. Policijski službenici su ga uhitili te mu u postaji pokušali podmetnuti ciglu, što je na sudu i dokazao. Slučaj je završio zatvorskim kaznama za tri uključena policajca i kompenzacijom za Roouma u iznosu od 500£.

## Stripovi
Iako je i prije radio stripove za brojne novine, Rooumov najpoznatiji strip je Wildcat u kojem uz pomoć antropomorfnih životinja kritički sagledava i ismijava situaciju u društvu, ali i u anarhističkom pokretu. Tako su policajci svinje (inače pogrdni naziv za policajce u britanskom društvu), a glavni lik je naravno - divlja mačka (eng. Wildcat), jedan od prvih anarhističkih simbola uopće.

## Popis objavljenih stripova
- Wildcat - Anarchist comics, 1985., London, Freedom Press, ISBN 0-900384-30-1
- "Gandalf's Garden" in: Outrageous Tales from the Old Testament ed: Tony Bennett, 1987, London, Knockabout Comics, ISBN 0-86166-054-4
- Wildcat Strikes Again, 1989., London, Freedom Press, ISBN 0-900384-47-6
- Wildcat - ABC of Bosses, 1991., London, Freedom Press, ISBN 0-900384-60-3
- Health Service Wildcat, 1994., London, Freedom Press, ISBN 0-900384-73-5
- Twenty Year Millenium Wildcat: Anarchist Comics, 1999, London, Freedom Press, ISBN 0-900384-97-2
- Wildcat: Anarchists Against Bombs, 2003, London, Freedom Press, ISBN 1-904491-01-4
- Wildcat Keeps Going, 2011, London, Freedom Press, ISBN 978-1-904491-14-9